# Associazione Sportiva Melfi 2005-2006
Questa pagina raccoglie le informazioni riguardanti l'Associazione Sportiva Melfi nelle competizioni ufficiali della stagione 2005-2006.

## Rosa
| N. |                           | Ruolo | Calciatore           |  |
| -- | ------------------------- | ----- | -------------------- |  |
|    | Italia (bandiera)         | A     | Vito Arpaia          |  |
|    | Italia (bandiera)         | A     | Piero Balistreri     |  |
|    | Italia (bandiera)         | C     | Andrea Cammarota     |  |
|    | Italia (bandiera)         | C     | Francesco Colantuoni |  |
|    | Italia (bandiera)         | P     | Raffaele Coscia      |  |
|    | Italia (bandiera)         | D     | Francesco Cosenza    |  |
|    | Italia (bandiera)         | D     | Luigi Cuomo          |  |
|    | Italia (bandiera)         | D     | Salvatore D'Angelo   |  |
|    | Costa d'Avorio (bandiera) | C     | Almamy Doumbia       |  |
|    | Italia (bandiera)         | D     | Michele Franco       |  |
|    | Italia (bandiera)         | P     | Ermanno Fumagalli    |  |
|    | Italia (bandiera)         | A     | Carmine Gaeta        |  |
|    | Italia (bandiera)         | D     | Antonio Guarro       |  |
|    | Italia (bandiera)         | C     | Rosario La Marca     |  |

| N. |                   | Ruolo | Calciatore        |
| -- | ----------------- | ----- | ----------------- |
|    | Italia (bandiera) | A     | Antonio La Porta  |
|    | Italia (bandiera) | A     | Federico Lauria   |
|    | Italia (bandiera) | A     | Beniamino Liberti |
|    | Italia (bandiera) | A     | Vinicio Paris     |
|    | Italia (bandiera) | A     | Roberto Pasca     |
|    | Italia (bandiera) | D     | Luca Patarini     |
|    | Italia (bandiera) | C     | Valentino Picozzi |
|    | Italia (bandiera) | A     | Luigi Rana        |
|    | Italia (bandiera) | C     | Gianmarco Rodio   |
|    | Italia (bandiera) | C     | Diego Russo       |
|    | Italia (bandiera) | D     | Michele Schettino |
|    | Italia (bandiera) | C     | Nathan Schiavon   |
|    | Italia (bandiera) | C     | Domenico Tursi    |